# 兵庫県立新宮高等学校
兵庫県立新宮高等学校（ひょうごけんりつしんぐうこうとうがっこう）は、かつて兵庫県たつの市にあった県立の高等学校である。当校に設置された学科は、いずれも全県学区であるため、兵庫県内ならどの中学校区に在住していても通学が可能となっていた。2008年度に兵庫県立龍野実業高等学校と合併し、たつの市新宮町芝田に龍野北高等学校として移転。

## 沿革
- 1965年4月 - 兵庫県立龍野実業高等学校新宮分校が分離独立し、兵庫県立新宮高等学校として発足[2]
- 2008年4月 - 兵庫県立龍野実業高等学校と合併し、兵庫県立龍野北高等学校が発足する
- 2010年2月25日 - 閉校式が行なわれる[3]

## 設置学科
- 人間環境科
- 福祉科
- 看護科
- 看護専攻科